# ギュスターヴ・ゼデ (潜水艦)
ギュスターヴ・ゼデ（Gustave Zédé）は、世界最初の潜水艦の一つ。1893年にトゥーロンで進水したが、その後長期間の試験と改造が行われ、フランス海軍艦艇として正式に就役したのは1900年5月であった。ギュスターヴ・ゼデは水上艦に対する水中からの魚雷攻撃を最初に成功させた潜水艦である。
1890年10月4日に、シレーヌ（Sirène）の艦名で発注されたが、1891年に設計者であるギュスターヴ・ゼデが魚雷試験中の爆発で死亡すると、彼の名前が艦名とされた。本艦は先行した小型のジムノートに次いで開発された。両艦とも、蓄電池を利用する電気モーターで推進した。

## 開発
フランス海軍は、数的に優位なイギリス海軍に対抗するため、通常とは異なるアプローチを取ることに興味を持っており、戦艦に対抗するため、水雷や水雷艇を早くから採用していた（青年学派）。このプログラムの一環として、フランスは敵に探知されることなく魚雷の射程に近づくことができる潜水艦に興味を持っていた。ギュスターヴ・ゼデはフランス海軍が開発した、2隻目の実験的な潜水艦である。
1898年12月、ギュスターヴ・ゼデはフランソワ・フォルニエ（François Fournier）提督が指揮を執る地中海艦隊の演習に参加した。そこで2回に渡り、砲術訓練艦マジェンタに対する攻撃を成功させた。一度は投錨中であり、もう一度はツーロンからイエール諸島に向けて航行中であった。ギュスターヴ・ゼデはMottez大尉によって指揮されていたが、これは水中の潜水艦から水上艦艇への魚雷攻撃が成功した最初の例として、広く認められている。
イギリス海軍の駐在武官の報告によると、速度10ノットでマジェンタに接近するギュスターヴ・ゼデが視認されており、距離3,500ヤードの時点では4人がブリッジにいた。艦は直後に潜水を始め、司令塔のみが水上に見えた。1,500ヤードで司令塔も水中に没したが、スクリューの航跡はまだ確認できた。450ヤードで、標的との距離および方位確認のために一旦浮上し、再び潜行して距離270ヤードで魚雷を発射し、マジェンダの中央に命中させた。その後ギュスターヴ・ゼデはマジェンダの艦底を通過し、反対側に浮上した。
演習は、1899年にフランス海軍大臣と招待されたジャーナリストの前で再度実施された。ここでも演習は成功し、潜水艦の追加予算が認められることとなった。

## 建造
艦の主な建造はガストン・ロマゾッティ（Gaston Romazzotti）が担当し、1891年にゼデが死去した後は、プロジェクトの管理も行った。建造と開発には10年を要したが、その理由の一部は、フランス海軍の潜水艦に対する興味が、海軍大臣が交代するたびに揺れ動いたこと、また設計と開発を並行して進めたためであった。
艦体は腐食を防ぐために鋼鉄ではなく青銅製とされたが、このために艦内で磁気コンパスの使用が可能になった。当時の潜水艦は前後対称の形状が多かったが、ギュスターヴ・ゼデの前部と後部は違う形をしていた。76の円形リブにより艦体の強度が保たれた。
艦には、中央部に2個のバラストタンク、前後それぞれにトリムタンクがあった。水の排出には電動ポンプを使用した。中央に着脱式のリードキールがあった。当初はジムノートと同様に、後部にのみ人力で操作する潜舵があったが、これでは水平を保つことも潜行・浮上の際に一定の角度を保つことも難しかった。このため、水圧式の潜舵が中央と前部に設けられた。深度は50フィート（約15m）まで潜行できるように設計されていた。司令塔にはペリスコープが取り付けられ、上20度・下7度の視界があったが、実際には像の歪みのため、使用は限られていた。
機関は電動モーターを蓄電池で駆動するものであった。360馬力のSauter-Harlé直流モーターが2基搭載され、単軸スクリューを毎分250回転させた。モーターの重量は2基で27トンであった。当初はLaurant-Celvieva電池を720個搭載し、300V・1800A、その重量は130トンであった。電池は最初の充電の際に爆発し火災を生じたため、搭載個数は360個に減らされた。このために、水上での速度が15ノットから8ノットに顕著に低下した。充電用の石油エンジンを搭載したホランドのような他の潜水艦とことなり、ギュスターヴ・ゼデには、蓄電池を再充電するための装備はなかった。

## 艦長
- Provençal大尉：1893年
- Cheron大尉：1896年
- Mottez大尉：1899年
- Jobard大尉：1900年
- Voisin大尉：1901年
- Colin大尉：1902年
- Morillon大尉：1903年
- Locamus大尉：1904年
- Destremau大尉：1905年
- Semichon大尉：1907年
- Meunier大尉：1907年

## 参考資料
- Lambert, Nicholas (1999). Sir John Fisher's naval revolution. Columbia, USA: University of South Carolina Press. ISBN 1-57003-492-3
- Compton-Hall, Richard (1999). The Submarine Pioneers. Thrupp, Stroud, Gloucestershire, UK: Sutton publishing Limited. ISBN 0-7509-2154-4